# دافي وير
دافي وير (بالإنجليزية: David Weir)‏ (1863 في المملكة المتحدة - 1933 في المملكة المتحدة) هو مدرب كرة قدم ولاعب كرة قدم بريطاني (وحمل سابقاً جنسية المملكة المتحدة لبريطانيا العظمى وأيرلندا) في مركز قلب الدفاع. شارك مع منتخب إنجلترا لكرة القدم. أما مع النوادي، فقد لعب مع بولتون واندررز ومانشستر سيتي وMaybole Juniors F.C. ‏.

## وصلات خارجية
- دافي وير على موقع قاعدة بيانات كرة القدم.إي يو (الإنجليزية)
- دافي وير على موقع ناشيونال فوتبول تيمز (الإنجليزية)